# Urszula Radwańska
Urszula Radwańska uitspraakⓘ (Ahaus, 7 december 1990) is een tennisspeelster uit Polen. Radwańska begon met tennis toen zij vijf jaar oud was. Haar favoriete ondergrond is gras of gravel. Zij speelt rechtshandig en heeft een tweehandige backhand. Zij is de anderhalf jaar jongere zus van Agnieszka Radwańska.

## Loopbaan

### Enkelspel
Radwańska debuteerde in 2005 op het ITF-toernooi van Warschau (Polen). Zij stond in 2006 voor het eerst in een finale, op het ITF-toernooi van Bath (Engeland) – hier veroverde zij haar eerste titel, door de Canadese Valérie Tétreault te verslaan. Tot op heden(augustus 2021) won zij zeven ITF-titels, de meest recente in 2021 in Moskou (Rusland).
In 2006 speelde Radwańska voor het eerst op een WTA-hoofdtoernooi, op het toernooi van Warschau. Zij stond in 2012 voor het eerst in een WTA-finale, op het toernooi van Rosmalen – zij verloor van Russin Nadja Petrova. In 2015 bereikte Radwańska nogmaals een WTA-finale, op het toernooi van Istanbul, waar zij werd geklopt door de Oekraïense Lesja Tsoerenko.
Haar beste resultaat op de grandslamtoernooien is het bereiken van de tweede ronde. Haar hoogste notering op de WTA-ranglijst is de 29e plaats, die zij bereikte in oktober 2012.

### Dubbelspel
Radwańska was in het dubbelspel minder actief dan in het enkelspel. Zij debuteerde in 2005 op het ITF-toernooi van Warschau (Polen), samen met haar zus. Zij stond later dat jaar voor het eerst in een finale, op het ITF-toernooi van Gdynia (Polen), weer samen met haar zus – hier veroverde zij haar eerste titel, door het Oekraïense duo Katerina Avdiyenko en Natalia Bogdanova te verslaan. In totaal won zij tien ITF-titels, de laatste in 2012 in Cagnes-sur-Mer (Frankrijk).
In 2006 kwalificeerde Radwańska zich voor het eerst voor een WTA-hoofdtoernooi, op het toernooi van Warschau, samen met Russin Anna Tsjakvetadze. Zij stond in 2007 voor het eerst in een WTA-finale, op het toernooi van Istanbul, samen met haar zus – hier veroverde zij haar eerste titel, door het koppel Chan Yung-jan en Sania Mirza te verslaan.
Haar beste resultaat op de grandslamtoernooien is het bereiken van de kwartfinale, op Roland Garros 2009 samen met haar zus. Haar hoogste notering op de WTA-ranglijst is de 74e plaats, die zij bereikte in september 2009.
Sinds 2013 speelde Radwańska acht jaar lang geen dubbelspel, tot zij in mei 2021 deelnam aan het $100k-ITF-toernooi van Charleston (VS) – samen met de Servische Aleksandra Krunić bereikte zij er de halve finale.

### Tennis in teamverband
In de periode 2006–2020 maakte Radwańska deel uit van het Poolse Fed Cup-team – zij behaalde daar een winst/verlies-balans van 15–16.

## Posities op deWTA-ranglijst
Positie per einde seizoen:
| jaar | rang enkelspel | rang dubbelspel |
| ---- | -------------- | --------------- |
| 2005 | 1025           | 305             |
| 2006 | 310            | 251             |
| 2007 | 288            | 154             |
| 2008 | 127            | 112             |
| 2009 | 66             | 88              |
| 2010 | 191            | 239             |
| 2011 | 109            | 106             |
| 2012 | 31             | 99              |
| 2013 | 43             | –               |
| 2014 | 180            | –               |
| 2015 | 95             | –               |
| 2016 | 264            | –               |
| 2017 | 524            | –               |
| 2018 | 330            | –               |
| 2019 | 277            | –               |
| 2020 | 286            | –               |

## Palmares

### WTA-finaleplaatsen enkelspel
| nr.              | finale     | toernooi     | ondergrond | tegenstandster  | score    |         |
| ---------------- | ---------- | ------------ | ---------- | --------------- | -------- | ------- |
| gewonnen finales |            |              |            |                 |          |         |
| geen             |            |              |            |                 |          |         |
| verloren finales |            |              |            |                 |          |         |
| 1.               | 2012-06-23 | WTA Rosmalen | gras       | Nadja Petrova   | 4-6, 3-6 | details |
| 2.               | 2015-07-26 | WTA Istanbul | hardcourt  | Lesja Tsoerenko | 5-7, 1-6 | details |

### WTA-finaleplaatsen vrouwendubbelspel
| nr.              | finale     | toernooi     | ondergrond | partner             | tegenstandsters           | score    |         |
| ---------------- | ---------- | ------------ | ---------- | ------------------- | ------------------------- | -------- | ------- |
| gewonnen finales |            |              |            |                     |                           |          |         |
| 1.               | 2007-05-26 | WTA Istanbul | hardcourt  | Agnieszka Radwańska | Chan Yung-jan Sania Mirza | 6-1, 6-3 | details |

## Resultaten grandslamtoernooien
| Legenda | Legenda                          |
| ------- | -------------------------------- |
| g.t.    | geen toernooi gehouden           |
| l.c.    | lagere categorie                 |
| –       | niet deelgenomen                 |
| G       | uitgeschakeld in de groepsfase   |
| 1R      | uitgeschakeld in de eerste ronde |
| 2R      | uitgeschakeld in de tweede ronde |
| 3R      | uitgeschakeld in de derde ronde  |
| 4R      | uitgeschakeld in de vierde ronde |
| KF      | uitgeschakeld in de kwartfinale  |
| HF      | uitgeschakeld in de halve finale |
| F       | de finale verloren               |
| W       | het toernooi gewonnen            |
| w-v     | winst/verlies-balans             |

### Enkelspel
| toernooi        | 2008 | 2009 | 2010 | 2011 | 2012 | 2013 | 2014 | 2015 | 2016 |
| --------------- | ---- | ---- | ---- | ---- | ---- | ---- | ---- | ---- | ---- |
| Australian Open | –    | –    | 1R   | –    | 2R   | 1R   | –    | 1R   | 1R   |
| Roland Garros   | –    | 1R   | –    | –    | 2R   | 2R   | 1R   | –    | –    |
| Wimbledon       | 2R   | 2R   | –    | –    | 1R   | 2R   | 1R   | 2R   | –    |
| US Open         | –    | 1R   | 2R   | 1R   | 1R   | 2R   | –    | 1R   | –    |

### Vrouwendubbelspel
| toernooi        | 2008 | 2009 | 2010 | 2011 | 2012 |
| --------------- | ---- | ---- | ---- | ---- | ---- |
| Australian Open | –    | 2R   | 1R   | –    | 2R   |
| Roland Garros   | 1R   | KF   | –    | –    | 1R   |
| Wimbledon       | –    | 1R   | –    | 2R   | 3R   |
| US Open         | 1R   | 1R   | 1R   | –    | –    |